# Boisleux-au-Mont
Boisleux-au-Mont település Franciaországban, Pas-de-Calais megyében. Lakosainak száma 522 fő (2022. január 1.). Boisleux-au-Mont Mercatel, Moyenneville, Boiry-Saint-Martin, Boiry-Sainte-Rictrude, Boisleux-Saint-Marc, Ficheux és Hamelincourt községekkel határos.

## Népesség
A település népességének változása:
| Lakosok száma | 507  | 511  | 526  | 517  | 514  | 512  | 510  | 514  | 522  |
|               | 2013 | 2015 | 2016 | 2017 | 2018 | 2019 | 2020 | 2021 | 2022 |